# Fire Emblem: Three Houses
Fire Emblem: Three Houses es un videojuego de rol táctico para Nintendo Switch, desarrollado por Intelligent Systems con la colaboración de Koei Tecmo. Su lanzamiento fue el 26 de julio de 2019. Se trata de la decimosexta entrega de la franquicia Fire Emblem y la primera en ser lanzada en una videoconsola de sobremesa desde Fire Emblem: Radiant Dawn lanzado en el 2007 para Nintendo Wii. El título se enfoca en los cuatro protagonistas: Byleth, Edelgard, Dimitri y Claude.
Three Houses está ambientada en el continente de Fódlan, que está dividido entre tres naciones rivales que al momento del inicio del medio están en paz, conectadas a través de la fe de Seiros con sede en el Monasterio de Garreg Mach. El jugador tomará el papel de ex mercenario quién ha sido contratado como nuevo tutor académico en la Academia de Oficiales de la Iglesia de Seiros. El jugador tendrá la oportunidad de elegir una de las tres naciones para guiarla a través de la historia y de sus clases escolares. 
Además de incluir el básico juego táctico por turnos de los títulos anteriores de Fire Emblem, el videojuego incorpora elementos de simulación social y gestión del tiempo. 
La producción de la entrega fue un gran desafío para Intelligent Systems, quien atribuyó su éxito a Koei Tecmo Games, quien anteriormente se había asociado con la compañía para Fire Emblem Warriors. El personal quería algo completamente nuevo para el debut de la serie en consolas domésticas de alta definición, dando a luz las mecánicas de la vida escolar y las expansiones a la batalla. Chinatsu Kurahana fue responsable de crear los diseños de los personajes. El sistema escolar del juego y un salto de tiempo más adelante en la historia está inspirado en Fire Emblem: Genealogía de la Guerra Santa.
El videojuego generó críticas positivas y los evaluadores elogiaron la integración del sistema escolar y la mecánica del batallón, la narrativa, los personajes, la banda sonora y el valor de repetición. Las críticas menores se dirigieron debido a la dificultad más fácil del juego en comparación con las entregas anteriores, así como a algunos problemas visuales y técnicos.

## Argumento
El juego tiene lugar en el continente Fódlan, dividido en tres naciones que comparten una rivalidad histórico, pero que mantienen una frágil paz: El Imperio de Adestria al sur, y al oeste; el Sacro Reino de Faerghus al norte; y la Alianza de Leicester al este. En el centro del continente se encuentra el Monasterio de Garrech Mach, hogar de la Iglesia de Seiros (religión ficticia basada en la Iglesia Católica Romana) y la Academia de Oficiales, un liceo de prestigio para los hijos de los nobles y otros aplicantes, que les enseña las artes de gobierno y de combate que necesitan para liderar Fódlan en el futuro. La Academia comprende tres casas, cada una poblada por estudiantes que son divididos de acuerdo con su nacionalidad. 
Las Águilas Negras que recibe a alumnos del Imperio de Adestria. Los Leones Azules que recibe alumnos del Reino de Faerghus. Y los Ciervos Dorados que recibe alumnos de la Alianza de Leicester. 
El jugador asume el rol de Byleth, el nombre del avatar por defecto, no obstante el jugador puede cambiar este a voluntad. Este forma parte de un grupo de mercenarios liderado por su parte Jeralt, pero un incidente inesperado le lleva a entrar en la órbita de la Iglesia de Seiros, quién le ofrece un puesto para ser profesor en la Academia. Además de conocer a la Arzobispa Rhea (figura ficticia basada en el papa de la Iglesia Católica), el avatar del jugador conoce a Edelgard von Hresvelg, princesa heredera de Adestria; a Dimitri Blaiddyd, próximo Rey de Faerghus; y a Claude Von Riegan, nieto del líder de la Alianza de Leicester. Al comienzo del juego, nuestro avatar además de establecer una relación con estos personajes, también tiene constantes encuentros con una niña de cabello verde y orejas puntiagudas llamada Sothis, quién le da poderes para revertir el tiempo, una de las mecánicas novedosas del juego.
El juego está dividido en 2 partes, la fase de la Academia es la primera. El jugador deberá pasar doce meses académicos en compañía de sus estudiantes, dándoles tutelaje, estrechándolo vínculos con ellos o realizando actividades de ocio opcionales. Al final de cada uno de estos meses académicos la Iglesia te da una misión de carácter militar para que el jugador pueda poner a prueba el avance de sus estudiantes. La mayoría de estos percances son provocados por una serie de figuras misteriosas parte de un grupo maligno llamado "Las Serpientes de las Tinieblas" (en inglés Those Who Slither in The Dark), y su aliado, un sujeto autodenominado como "El Emperador de Fuego". 
Durante los meses de campaña habrán distintos eventos característicos del mundo normal, como celebraciones religiosas, competencias contra otras casas, un simulacro de batalla masivo que conmemora una batalla histórica, y la celebración de la fundación del Monasterio de Garrech Mach. 
En el duodécimo mes, se revela la identidad de este "Emperador de Fuego", quién le declara la Guerra a la Iglesia, atacando el Monasterio de Garrech Mach. Durante la batalla, Byleth (o el avatar) caen por un barranco, y este acaba en un estado de coma durante cinco años.
La segunda fase tiene lugar después de un salto temporal, y ocupa toda la guerra entre las tres naciones. Esta tiene cuatro variantes, dependiendo de que casa hayamos elegido al comienzo de la historia. Si Byleth lidera a los Ciervos Dorados jugará la ruta de Viento Glauco (en inglés Verdant Wind). Si Byleth lidera a los Leones Azules, jugará la ruta de Luna Añil (en inglés Azure Moon). Si Byleth lidera a las Águilas Negras, tiene dos opciones de rutas dependiendo de dos decisiones fundamentales que debió haber tomado durante el capítulo anterior. En la ruta de Nieve Plateada (en inglés Silver Snow) Byleth lidera a las Águilas Negras en una resistencia contra el Emperador de Fuego, mientras que en la Ruta de Flor Carmesí (en inglés Crimson Flower, Byleth lidera a las Águilas Negras en la campaña militar del Imperio de Adestria contra la Iglesia de Seiros. Sea cuál sea la elección, el jugador vivirá esta guerra para unificar Fodlan. 

### Trama
Nubes Blancas
La historia comienza con Byleth y Jeralt rescatando a tres nobles jóvenes de una horda de bandidos, quienes son Edelgard von Hresvelg, Dimitri Blaiddyd y Claude Von Riegan, los tres jóvenes que gobernarán Fodlan en el futuro cercano. El desempeño de Byleth en esta escarmuza impresiona tanto a los tres chicos como a los representantes de los Caballeros de Seiros (la orden militar de la Iglesia). Motivo por el que Jeralt y Byleth son llevados al Monasterio de Garrech Mach, el hogar sacro de la Iglesia de Seiros, la religión dominante en Fodlan. Se revela que Jeralt fue alguna vez el capitán de la armada militar de la iglesia, y que este desertó de ella antes del nacimiento de Bylteh (presuntamente). El jugador conoce tanto a la Arzobispa Rhea como a su subalterno Seteth, quienes fuerzan a Jeralt a unirse de nuevo a los Caballeros, mientras que le ofrecen a Byleth volverse profesor en la Academia de Oficiales, puesto que su actuación salvando a los herederos reales de los bandidos impresionó a muchos en la Iglesia. Jeralt advierte en privado a Byleth que no confíe en la Arzobispa, deja a entender que de ambos tuvieron historia. 
Byleth tiene la opción de liderar una de las tres casas de la academia: Las Águilas Negras, los Leones Azules y los Ciervos Dorados, cada uno con estudiantes provenientes del Imperio , del Reino y de la Alianza, respectivamente y dirigidos por Edelgard, Dimitri y Claude. Byleth asume sus deberes como maestro de la casa elegida, entrenando a sus estudiantes y guiándolos en simulacros y batallas reales en nombre de los Caballeros de Seiros. Su primer rol como profesor es liderar a la casa escogida en un simulacro de batalla en donde el jugador solo podrá usar cuatro unidades. En el segundo mes los alumnos son enviados a acabar con la horda de bandidos del principio del juego, y algunos de ellos tienen que experimentar por primera vez el asesinar a una persona. Uno de los profesores de la Academia, Hanneman von Essar, le hace un examen a Byleth para determinar si tenía en su sangre un "Emblema" (en inglés Crest). El juego explica que los emblemas son una especie de marca divina dentro de la sangre, dadas por la Diosa hace tiempo. Hanneman intenta determinar si Byleth posee uno de estos emblemas, pero el resultado de esta prueba es inconcluyente, ya que el emblema mostrado por la máquina resulta uno de que Hannneman (experto en emblemas) nunca ha visto. 
En el tercer mes, un noble del Reino de Faerghus ha iniciado una insurrección contra la Iglesia de Seiros y contra la Arzobispa. Por lo visto su hijo fue ejecutado por la Iglesia tiempo atrás, ya que presuntamente había tenido relación con el asesinato del Rey Lambert Blaiddyd (el padre de Dimitri). En esta misión Byleth colabora con Catherine, una Caballero Sacra que porta una Reliquia de los Héroes. El juego explica que las Reliquias de los Héroes son doce armas sacras que fueron otorgadas por el poder de la Diosa a un puñado de elegidos antiguamente, y que ahora son blandidas por sus descendientes. Los nobles solo pueden blandir esas Reliquias de los Héroes con los emblemas compatibles. Por ejemplo Catherine poseé el Emblema de Charon lo que le hace compatible de portar la Reliquia Filo del Trueno (en inglés Thunderbrand).
Sobre el asesinato del padre de Dimitri, si el jugador elige la ruta de los Leones Azules, indagará más sobre ese asunto, puesto que sobre eso gira la trama de Dimitri. Cinco años antes de los eventos del juego, el Rey Lambert, su escolta real y Dimitri realizan un viaje diplomático hacia el territorio de Duscur, en donde son emboscados por una horda de índole desconocida masacrando a prácticamente todos los caballeros al servicio del Rey y al mismo Rey a quién en palabras del propio Dimitri "decapitaron delante de sus ojos". Entre las víctimas también se encuentran la madrastra de Dimitri y el caballero protector del Rey - Glenn Fraldarius - (quién es el hermano mayor de Felix Fraldarius y el prometido de Ingrid Galatea, ambos personajes de la Casa del León Azul). Los habitantes del Reino le echaron la culpa de la masacre a los habitantes de Duscur, contra quienes comenzaron un genocidio sistemático. 
El noble rebelde culpa a la Arzobispa Rhea del asesinato de su hijo, no obstante es parado por los alumnos de nuestra casa. Luego de su asesinato, Catherine encuentra entre sus pertenecías una carta que explica una treta para matar a Rhea durante la Ceremonia del Renacer de la Diosa, que se celebrará en el cuarto mes. No obstante sus alumnos llegan a la conclusión de que esta supuesta amenaza contra la Arzobispa es una tapadera para un intento de robo en el Mausoleo Sagrado. Consiguen frustrar este ataque de magos misteriosos al Mausoleo descubriéndose que su objetivo era robar la Reliquia de los Héroes más valiosa de la Iglesia, la Espada de la Creación. Misteriosamente, la espada se activa cuando Byleth la levanta. La Arzobispa al ver que Byleth es compatible con ella, le permite conservarla. 
En el quinto mes, Byleth y su clase son enviados a recuperar una Reliquia del Héroe robada por un antiguo noble desheredado por su familia. Pero como este ladrón no posee un emblema compatible, se transformaría en un monstruo cuando la reliquia toma control de su cuerpo. Este evento lleva a los estudiantes a cuestionarse la verdadera naturaleza de estas armas. No obstante la Iglesia no parece dispuesta a ser transparente en el tema. En el sexto mes, Flayn, la hermana menor de Seteth, es secuestrada por una fuerza desconocida. Byleth y su clase es asignada a buscarla. Dan con el secuestrador, uno de los profesores de armas de la Academia, Jeritza, quién es también un enorme guerrero de presencia aterradora, que usa el alias de "Caballero Sanguinario". Por lo visto, este estaba drenando la sangre de Flayn. Se desconoce el motivo. Seteth explica que la sangre de Flyan es extremadamente rara. 
En el séptimo mes, tiene lugar la Batalla de los Leones y las Águilas. Que es un simulacro que conmemora una batalla legendaria en los campos de Gronder entre el Reino y el Imperio. En el octavo mes, los estudiantes son enviados a investigar una epidemia en una aldea cercana. Resulta que esta epidemia no es más que un brote de rabia y de control mental provocada por una organización esotérica. Las Serpientes de las Tinieblas. Se descubre que el Bibliotecaria del Monasterio, Thomas, es realmente uno de los cabecillas de esta organización quién usaba habilidades "cambia-formas" para tomar la apariencia de un viejo frágil. Sus experimentos llevan a esta aldea a arder y una parte de sus habitantes ser asesinados. Luego de este conflicto, el "Emperador de Fuego", otro individuo de identidad desconocida se presenta con Byleth y le pide ayuda para enfrentar a estos villanos que han arrasado la aldea. Aunque el jugador acepte su ayuda, el Emperador de Fuego se retira sin llegar a nada. 
En el noveno mes el Monasterio celebra el aniversario de la fundación del mismo, para ser más precisos el 995 aniversario. En cinco años Garrech Mach cumplirá un milenio de existencia, y los alumnos de Byleth hacen una promesa para encontrarse en esa celebración todos, esos cinco años después de su graduación. Durante el baile Byleth se escabulle a la Torre de la Diosa, en donde pide un deseo con el alumno con mayor afinidad. Al día siguiente, una capilla del Monasterio es atacada por bestias demoníacas, y en medio de la confusión Jeralt, es asesinado por una estudiante, quién también es miembro de esta secta usando habilidades "cambia-formas". Cuando lee el diario de Jeralt, Byleth descubre varias cosas. Descubre que nació en el Monasterio, que nació sin latidos del corazón, y que Rhea le hizo algo bastante raro y turbio que provocó que Jeralt huyera de Garrech Mach con ella. En el octavo mes, Byleth persigue al asesino de Jeralt y a Thomas hacia un bosque para acabar con sus vidas, pero cae en una trampa y Thomas (llamado Solon realmente) le lanza un hechizo que le manda a una dimensión de oscuridad eterna. Sothis la confiesa que ella realmente es la Diosa Progenitora, la deidad que adoran los seguidores de Seiros. Para escapar de esa dimensión, Sothis se fusiona completamente con Byleth, dándole el poder de la Diosa. Rompe el tejido del espacio con la Espada de la Creación, y asesina a Solon. 
Rhea se pone increíblemente emocionada de que Byleth se haya fusionado con la Diosa. Tiene comportamientos bastante sospechosos que hacen ver que su relación con esa figura de Sothis es algo más especial. La fusión lleva al cabello de Byleth a volverse verde claro, al igual que sus ojos. Al regresar al monasterio, Rhea guía a Byleth hacia la Tumba Sagrada, en donde se encuentra el Trono de la Diosa. Rhea le dice a Byleth que va a recibir una revelación divina, tal como la recibió la Santa Seiros hace 1000 años. Durante la ceremonia, el Emperador de Fuego ataca la Tumba Sagrada intentando robar "piedras emblemas". Byleth y sus estudiantes abaten al Emperador de Fuego y cuando rompen su máscara descubren su identidad.
Resulta que el Emperador de Fuego es Edelgard en secreto. Recientemente fue a la capital del Imperio, Embarr, para obligar a su padre a abdicar y fue coronada Emperatriz. Si jugamos la ruta de los Ciervos Dorados, esta revelación ocurre inmediatamente. Si jugamos la ruta de los Leones Azules, esta revelación ocurre en una cinemática en donde Dimitri se vuelve loco. Si jugamos la ruta de las Águilas Negras, Edelgard no asumirá la identidad o el vestuario del Emperador de Fuego, simplemente les dirá a sus compañeros que "ella es el Emperador de Fuego" y se tratará de llevar la piedras.
Edelgard acusa a la Iglesia de Seiros de ser corrupta y de sodomizar en secreto a los habitantes de Fodlan mediante sus creencias. Si jugamos al ruta de las Águilas Negras, tendremos dos opciones para escoger. Durante el mes anterior a este evento, podemos acercarnos a hablar con Edelgard en el Monasterio, quién nos propondrá ir con ella a Embarr para que seamos su testigo durante su coronación. Si vemos este evento, el jugador podrá desbloquear la ruta de Flor Carmesí, caso contrario el juego le llevará automáticamente por la ruta de Nieve Plateada. Ante de elegir, Rhea nos ordenará matar a Edelgard, y podemos elegir protegerla o acabar con ella. Si elegimos matarla, Hubert Van Vestra (el lacayo de Edelgard) aparecerá teletransportándose y se la llevará. Si elegimos protegerla, Rhea nos maldecirá y se transformará en un dragón blanco.
Las tres rutas que nos enfrentarán a Edelgard, nos hacen vivir un asedio dirigido por las fuerzas imperiales contra Garrech Mach. Nuestra misión es defender el Monasterio con nuestra vida. Si decidimos irnos del lado de Edelgard, la ayudaremos a liderar el asalto contra el Monasterio. En los cuatro casos, al final de la batalla, Byleth se caerá por una grieta y sería declarada desaparecida en combate. 
Despertaría cinco años después descubriendo que Fodlan se ha visto inmerso en una guerra viciosa entre el Imperio, el Reino, la Alianza y la Iglesia. 
Es aquí donde todas las rutas divergen.
Ruta de los Ciervos Dorados (Verdant Wind)
Durante los meses de la Academia, el jugador descubrirá que Claude no es realmente de Fodlan, sino que nació y creció en la tierra extranjera de Almyra. Una nación que es bastante odiada por los leicesterianos, al considerarla barbárica e inferior. La Alianza de Leicester está gobernada por un Consejo de Cinco Lores de las Cinco casas nobiliarias más grandes de la Región: La Casa Riegan, la Casa Gloucester, la Casa Goneril, la Casa Ordelia y la Casa Edmund. El abuelo de Claude, enfermo y envejecido, quedó sin herederos tras el accidente de su hijo; por lo que es deber de Claude suplirlo cuando este eventualmente fallezca. Esto ocurre unos meses después de la Batalla de Garrech Mach. Claude es investido como Archiduque de Riegan. 
Tal como lo prometió hace cinco años, Claude viaja al Monasterio para la reunión durante los festejos del milenio. No obstante, Garrech Mach se encuentra en ruinas tras la batalla. Byleth, al despertar, se encuentra con él y se entera de la situación actual del continente. Sumido en una sangrienta guerra entre facciones. Durante la noche los demás alumnos de la Casa del Ciervo Dorado empiezan a llegar uno a uno, y se unen a Claude y Byleth para plantarle cara al Imperio. Se alían con los Caballeros de Seiros, dirigidos por Seteth, quienes están buscando a la Arzobispa Rhea, desaparecida en la batalla. Esta alianza consigue expulsar de la zona al Imperio, y para comenzar su campaña de liberación de Fodlan, Claude comienza a urdir planes. 
Con las fuerzas mermadas, Claude le pide ayuda a su vieja conocida, Judith la Campeona de Dapnhel, quién acude a su encuentro en el valle de Aillel. En este sitio son emboscados por fuerzas del Reino (afines al Imperio). Con la ayuda de Daphnel, Claude es capaz de alejar a las fuerzas defensoras del Gran Puente de Myrddin, hacia el corazón de la Alianza, y usando la distracción el ejército comandando por Byleth consigue hacerse con el control del Puente. Este cruce es vital, puesto que es la principal vía de comunicación entre el Imperio y la Alianza. Asi mismo, una misteriosa armada con la bandera de Faerghus empieza su avance. 
Byleth, Claude y la Iglesia llevan a sus fuerzas hacia los campos de Gronder en el Imperio, en donde chocan tanto con las fuerzas del Reino de Faerghus, liderados por Dimitri, quien se creía muerto, y el Imperio. Dimitri sediento de venganza ataca a la Alianca sin provocacion, y as tres fuerzas se enredan en un baño de sangre. Claude es exitoso, consiguiendo derrotar a Edelgard; no obstante Dimitri no corre con la misma suerte, puesto que este en una carga suicida (abrazado por la locura) pierde la vida, junto con la mayoría de generales del Reino. Esta pelea causa el colapso del Reino de Faerghus.  Edelgard se retira a Embarr herida de gravedad, y Claude tiene que tomarse un tiempo para reagruparse. Con las defensas de Adestria laceradas, Claude y compañía asaltan el Fuerte Merceus, recibiendo ayuda de la nación extranjera de Almyra. No obstante, cuando Byleth y sus soldados dan caza al General enemigo, el Caballero Sanguinario, unos extraños halo de luz caen del cielo y destruyen gran parte de la fortaleza. La tecnología de los perpetradores de este ataque, es algo que Claude jamás ha visto
Claude admite que en secreto ha estado abriendo relaciones con Almyra, y anuncia su deseo de abrir las fronteras de Fódlan al mundo exterior y poner fin al aislamiento autoimpuesto del continente. Byleth y Claude continúan su avance, asediando y conquistando la capital del Imperio. Aunque toman el Palacio Imperial, asesinan a Edelgard y rescatan a Rhea de las catacumbas, se descubren que realmente Las Serpientes de las Tinieblas han estado manipulando en secreto la guerra para destruir Fodlan. Para acabar con ellos de una vez, Claude lidera a su ejército contra su base secreta en un sitio subterráneo con tecnología acrónica llamado Shambala. Acaban con ellos en masa, no obstante su líder, Thales, intenta un último ataque desesperado sobre ellos con otra lluvia de halos de luz. Rhea se convierte en su forma de dragón e intercepta los misiles, pero es gravemente herida en el proceso. 
Resulta que durante la batalla el sello de tumba secreta de Las Serpientes de las Tinieblas es roto, y una figura ancestral escapa de ella. De regreso en el Monasterio, Claude y Byleth interrogan a Rhea quién les revela toda la verdad. Ella realmente es la Santa Seiros, la fundadora de la Iglesia, que es parte de una raza de avanzados semidioses-dragón; su madre Sothis fue asesinada por Nemesis manipulado por Las Serpientes de las Tinieblas. Con los huesos de Sothis, ellos forjaron la Espada de la Creación, y con los huesos de sus demás hermanos las demás Reliquias de los Héroes. Para vengarla, ella fundó la Iglesia, se unió con los Cuatro Santos (quienes incluye a Seteth y a Flayn), y junto con el Imperio de Adestria aplastó a Nemesis en la Batalla de Tailtean. No obstante, mientras están hablando reciben la noticia de que un ejército desconocido está marchando hacia Garrech Mach arrasando todo a su paso. Este ejército está comandado por Nemesis y una horda de muertos vivientes.
Por la Libertad de Fodlan, la Alianza enfrenta a Nemesis y a los Diez Héroes en la última batalla del juego, en donde los vivos obtienen una victoria magistral. Como consecuencias del desbanque de poder, el colapso del Imperio, la exintinción de la casa Blaiddyd del Reino y la caída de las Serpientes de las Tinieblas, Fodlan se une bajo un solo gobierno, regido por Byleth; Claude regresa a Almyra para volverse Rey allí, abriendo sus fronteras y comenzando relaciones con todas las naciones del mundo. 
Ruta de los Leones Azules (Azure Moon)
Como fue considerado durante Nubes Blancas, la historia reciente del Reino de Faerghus y la del príncipe Dimitri Blaiddyd gira en torno a la Masacre de Duscar, en donde los caballeros del Rey Lambert junto con su monarca, fueron asesinados violentamente, supuestamente por los habitantes del pueblo de Duscar. Una revolución social se lleva viviendo en la nación durante los últimos diez años, en donde este pueblo lleva sufrimiento una cruel discriminación y violencia que han llevado a gente como Dedue Molinaro, el escudo de su alteza Dimitri, a perder a su familia. Dimitri sospecha que la Masacre no fue causada por los duscarianos, y lleva un tiempo tratando de desenmascarar la identidad de los conspiradores, afirma que fue a la Academia de Oficiales únicamente con ese propósito. También nos llega a explicar que realmente es el medio hermano de Edelgard, ya que después de que su madre biológica murió en una epidemia, su padre se volvió a casar con una noble exiliada del Imperio, quién trajo a una pequeña niña con quién se hizo amigo. Esta niña era Edelgard, pero Dimitri lo descubrió recién tiempo después. 
Durante los meses de la Academia Dimitri afirma que tiene ataques de jaqueca y severos problemas para dormir, en los últimos meses va a notarse un poco inestable. Explotaría cuando descubre que Edelgard es realmente el Emperador de Fuego, ya que Dimitri identifica con su propia percepción de que el Emperador de Fuego es el causante de la Masacre de Duscar, aunque este lo niegue rotundamente. Dimitri entra en un estado de furia y rompimiento emocional completo, incapaz de pensar en otra cosa que no sea asesinar a Edelgard. 
También es importante notar que no solo Dimitri fue afectado por la Masacre de Duscar. Sus mejores amigos de la infancia, Felix Fraldarius e Ingrid Galatea perdieron seres queridos allí, el primero a su hermano y la segunda a su prometido. (Ambos la misma persona, Glenn Fraldarius, escudo juramentado del Rey). Ashe Ubert, tiene que ver a su medio hermano ejecutado, ya que se le acusó de conspirar en esta Masacre. Y además el veterano Caballero Real, Gustave Dominic, deserta de su puesto, consumido por la culpa de no haber protegido al Rey y haber dejado que Dimitri sufra ese trauma; su hija Annette Dominic (de los Leones Azules) le mantiene resentimiento por haber abandonado su casa. 
Al tiempo de la Guerra, la mitad de Faerghus está dominada por fuerzas pro-imperiales, comandados por una noble llamada Cornelia. 
Cinco años tras la Batalla de Garrech Mach, Byleth se encuentra a Dimitri en posición fetal en el suelo tras haber asesinado a una centena de soldados imperiales en el Monasterio, se da cuenta al momento de que mentalmente no está bien. Los demás alumnos de la Casa del León Azul van llegando al Monasterio a unirse a una chispa de rebelión contra el Imperio, y unen fuerzas con los Caballeros de Seiros. Por lo visto, Dimitri ha pasado un par de años teniendo alucinaciones de sus familiares fallecidos en la tragedia, y mantiene discusiones con ellos, puesto que estas visiones auto infundadas le culpan a él de permitir que los perpetradores de la Tragedia permanezcan con vida. Dimitri sostiene que estas voces le demandan traerle la cabeza de Edelgard, y él cree que eso le traerá paz a los muertos. Nadie es capaz de convencerle de lo contrario.
Las fuerzas del Imperio, comandadas por Randolph Berglitz asaltan Garrech Mach para pacificar la zona y expulsar a los rebeldes, no obstante con una artimaña los lealistas consiguen derrotarlos. Dimitri toma a este comandante e intenta torturarlo, no obstante Byleth le da el golpe de gracia para prevenirlo y liberarlo del sufrimiento venidero. Dimitri se burla de Byleth por tener sentimientos de piedad con el enemigo y por rememorar al Dimitri pasado, que al parecer, se ha ido. 
El Duque de Fraldarius, el padre de Felix, se une a sus fuerzas en el Valle de Aillel, y en este sitio se da cuenta del preocupante estado de Dimitri. Rodrigue Fraldarius fue el mejor amigo y consejero de confianza del padre de Dimitri, antes de su fallecimiento. Con su ayuda, Byleth y los demás toman el Puente de Myrddin, abriéndose paso para atacar al Imperio. Muchos consideran que atacar al Imperio es inseguro con las no tan grandes fuerzas que tenían, pero Dimitri está empeñado en bajar a la capital imperial, y según sus propias palabras separar la cabeza de Edelgard de sus hombros
Por sugerencia de Gustave, intentan pedirle ayuda a Claude de la Alianza, no obstante un grupo de espías imperiales dentro del ejército real, asesinan a los mensajeros, haciéndole creer a un inestable Dimitri de que Claude ha sido el causante, y que está buscando un conflicto con ellos. Absolutamente absorto por sus sentimientos de venganza, Dimitri comanda al ejército real a los campos de Gronder, en donde chocan con el Imperio y la Alianza. Dimitri trata de llegar a Edelgard, no obstante es retenido por sus propios hombres. Una niña llamada Fleche, la hermana menor de Randolph Berglitz intenta cometer homicidio contra Dimitri - ya que quiere venganza por el asesinato de su hermano tres capítulos atrás -. A su rescate acude Rodrigue, quién recibe una apuñalada para proteger a Dimitri. 
Rodrigue agonizante entre los brazos de Dimitri, le dice que "su vida es de él, y de nadie más, de ningún fantasma que intente atormentarlo por muertes en las que no tuvo nada que ver". Rodrigue recuerda que antes de que el Rey Lambert viajara a Duscar, le haría prometerle que guiaría a Dimitri y que si llegase a salirse del camino correcto, estuviese allí para guiarlo. Rodrigue muere recordando esta promesa. A la noche de regreso a Garrech Mach, Dimitri intenta tomar un caballo e ir a Embarr para asesinar a Edelgard, pero es detenido por Byleth quién le dice que pelea por lo que cree. Con las palabras de ambos, Dimitri finalmente decide comenzar su camino de redención. 
A la mañana siguiente, este se disculpa con sus demás compañeros y les anuncia que piensa liberar al Reino del dominio imperial, marchando contra la capital de Fhirdiad, dominada por Cornelia. Su victoria al final del mes contra Cornelia, le hace descubrir que realmente su madrastra Anselma (la madre de Edelgard), fue una de las perpetradoras de la Masacre. Dimitri asume su lugar como Rey de Faerghus, uniendo a todo el Reino bajo su manto y su bandera. Dimitri se sorprende de a pesar de sus acciones, la gente del Reino lo ha recibido como un salvador. Al siguiente mes, reciben un mensaje de ayuda de Claude quién está bajo asedio en la capital de Derdriu, y Dimitri comanda sus fuerzas para ayudarle. Claude al parecer no tiene interés en seguir jugando en Fodlan, por lo que decide abandonar el continente, entregándole todos los territorios de Leicester, a sus caballeros, guerreros, barcos, ejércitos, banderizos y títulos respectivos. Con esta fuerza, Dimitri toma el fuerte Merceus y se dispone a asaltar la capital de Embarr. 
A pesar de que su odio por Edelgard sigue siendo grande, él la convoca a una reunión para discutir las verdaderas convicciones de su conquista de Fodlan. Edelgard quiere crear un sistema lejos de la Iglesia en donde la gente decida como llevar las riendas del continente, más Dimitri sostiene que eso no debería llevarse por la fuerza, ya que ha pavimentado un nuevo mundo sobre una tierra de lágrimas y cuerpos. Aunque discuten la convicción de Edelgard es firme y no piensa rendirse. Antes de irse, Dimitri le entrega una daga. 
Cuando eran amigos en Fhirdiad, Dimitri le regaló una daga a Edelgard el día que abandonó la ciudad para volver al Imperio. El pequeño Dimitri le había dicho que sin importar lo difícil que se pongan las casas, que labre el camino hacia el futuro que ella desea. Edelgard mantuvo esa daga con ella hasta que durante la pelea con Dimitri en los tiempos de la Academia, esta se la cayó. Ahora Dimitri se la devuelve y le afirma que sin importar que sean enemigos, pelee con todas sus fuerzas por el futuro que ella quiere para el continente, tal como él lo va a hacer. 
En el último capítulo, El Juramento de la Daga, Dimitri, Byleth y compañía lideran un ataque contra Embarr. Edelgard, sabiendo que estaba acorralada, hace que unos magos oscuros practiquen un conjuro en ella que la volvió un extraño monstruo flotante, llamado La Hegémona. La batalla final del juego nos lleva a infiltrarnos en el Palacio y derrotar a esta Hegémona trayendo la paz finalmente a Fodlan. Cuando cae, Edelgar pierde la transformación, y Dimitri está dispuesto a darle la mano para ofrecerle misericordia. Pero Edelgard usa la daga para intentar un último ataque y Dimitri tiene que matarla. Finalmente. 
Fódlan finalmente es unificado bajo el Reino con Dimitri como Rey, mientras que Byleth se convierta en el nuevo Arzobispo de la Iglesia. 
Ruta de las Águilas Negras (Crimson Flower)
Después de la batalla de Garreg March, Rhea escapa a el Reino, donde Dimitri es coronado y le da asilio político. El Reino y la Iglesia hace un frente junto contra el Imperio. En cuanto la Alianza, esta se encuentra divida, con las casas Gloucester y Ordelia siendo pro Imperial, mientras que Riegan y Goneril son en contra. Claude, quien se vuelve el líder después de la muerte de su abuelo, usa el conflicto a favor para declarar a la Alianza neutral en el conflicto y evitar intervención de tanto el Impero, como la Iglesia. Mientras tanto Edelgard corta su alianza con los Agarthans a un nivel minimo  y lidera a a las Aguilas Negras, renombradas a la Black Eagle Strike Force, en la pelea contra el Reino y la Iglesia. Debido a no utilizar a los Agarthans, en esta ruta Edelgard no consigue los mismos avances y la guerra queda en punto muerto.  
Byleth regresa y se reúne con Edelgard y las Aguilas Negras. Edelgard decide usar el mometum para atacar a la Alianza y terminar su neutralidad. Para evitar una guerra total ella busca forzar a Claude fuera del poder, ya que sin la oposición al Imperio perdera su poder. Las Aguilas Negras atacan el gran puenten de Mrydyl, defendido por Judith, líder de la casa Daphnel y una noble super leal a Claude. El Imperio es exitoso, Judith es asesinada y Edelgard toma control del puente. Para evitar más caos en la Alianza, Claude decide abrile paso al Imperio directo a Derdriu, la base de la casa Riegan, para una confrontacion final. Cuando Edelgard llega, el le tiende una trampa y llama refuersos de Almyra. Una pelea feroz por el control de Derdrui empieza entre el Imperio y la Alianza. Lentamente las fuerzas de Claude caen, si no fue reclutada anteriormente, Lysithea (heredera de la casa Ordelia) defecta al Imperio durante la batalla y se une las Aliadas, mientras que Hilda (hija de la casa Goneril y la aliada más cercana a Claude) y Nader, el general de Almyra, son forzados a retirarse. Con la batalla en contra de él Claude decide rendirse, y queda a nuestra mesirecoria. Si decidimos dejarlo vivir el desbandara la Alianza y la unira al Imperio, y se irá de Fodlan.  
Con la Alianza parte del Imperio, ahora Edelgard se prepara para atacar el reino, buscando las caídas de las familias Blaiddyd, Fladarius, Gautier, Galatea, y Charon, ya que estas son las más leales. Sin embargo antes de poder iniciar el Monasterio es atacado por los caballeros de Seiros, liderados por Seteth y Flayn. Una batalla feroz inicia para defender el Monasterio. Al igual que con Claude, tenemos la opción de dejar vivir a Seteth y Flayn. Si los dejamos ir ellos se deciden retirar de Fodlan, no pudiendo seguir a Rhea en su camino de venganza. Si los matamos Rhea jurará vengarse.  
Con la iglesia derrotada temporalmente Edelgard planea su invasión a Fhriddiad, pero esto es enrealidad una farza para crear confusión en el Reino. El verdadero objetivo es Arianrhod, la fortaleza más grande del Reino. En ella hay dos enemigos claves, Rodrigue, el segundo al mando del Reino, y Cornelia, una maga podersoa que es secretamente miembra de los Agarthans. Edelgard busca eliminarala para delimitar tanto al Reino como a los Agarthans. La batalla es éxitosa y Cornelia es elimindada. En retailacion Thales destrulle Arianrhod.  
Dimitri y Rhea deciden hacer su último frente en las padreras de Tailtlain, donde Seiros derroto a Nemesis, y donde el primer rey de Faerghus ganó su independecia del del Imperio. Dimitri se enfrentara directamente al Imperio mientras Rhea los envozca. Sin embargo debido a la lluvia el plan fracasa y Rhea llega tarde a la batalla. Para intentar derrotar el Imperio, Dedue, el vassal de Dimitri, le da crest stones a los soldados para convertirse en bestias, con Dedue potencialmente transformándose el mismo. A pesar del intento conjunto el Imperio es victorioso. Rhea es forzada a retirarse, mientras que Dimitri es asesinado.  Con Dimitri muerto Rhea se queda sola. En su desperacion de matar a Byleth y Edelgard, ella se transforma en dragón, y quema Fhriddiad, sin evacuar a los ciudadanos. Byleth y Edelgard lideran a las Aguilas Negras en una batalla final, donde al final son exitosos. Byleth y Edelgard matan a Rhea, lo cual hace que Byleth colapse. Con Rhea muerta, Byleth pierde la cresta de las llamas, y su corazón late por primera vez. Byleth despierta para el alivio de Edelgard, y su pelo y ojos regresan a su color natural, ahora que Byleth es simplemente humano.  
Después de la batlla el Reino colapsa y se vuelve parte del Imperio, y la Iglesia deja de existir. Fodlan es unido como el Imperio, con Edelgard como Emperador. Ella empieza su pelea contras los Agarthans, la cual es exitosa. Si Byleth tiene un romance con Edelgard, se convierte en el segundo al mando del Imperio. Si no este inicia su propia vida con su pareja elegida.  
Ruta de la Iglesia de Seiros (Silver Snow)
Byleth se reúne con sus alumnos y descubre que Rhea ha desaparecido y que la Iglesia ha perdido gran parte de su fuerza. Byleth acepta ayudar a detener la guerra y salvar a Fódlan. Primero, retoman Garreg Mach y lo usan como base para lanzar ataques contra el Imperio. La Iglesia recibe asistencia de Claude y se entera de que Rea ha sido capturada por el Imperio. Dimitri aprovecha la oportunidad para atacar al Imperio también. A medida que la Iglesia aumenta sus fuerzas, el Imperio, el Reino y la Alianza participan en una batalla de tres vías, con todos los bandos sufriendo grandes bajas. Dimitri aparentemente es asesinado y Claude desaparece. Byleth y sus estudiantes intentan aprovechar el momento para tomar un fuerte estratégico, pero es destruido por una lluvia de misiles, lo que los obliga a retirarse. Byleth cambia de táctica y, en cambio, se infiltra en las tropas en la capital del Imperio. Byleth derrota y ejecuta a Edelgard, y rescata a Rhea. Luego se enteran de la amenaza de "aquellos que se deslizan en la oscuridad".
Byleth y sus fuerzas se dirigen a la capital de "aquellos que se deslizan en la oscuridad", donde se enteran de que son los restos de la nación de Agartha, una civilización tecnológicamente avanzada que fue destruida por Seiros en la antigüedad. Derrotado, el líder de Agartha, Thales invoca misiles para destruir su propia base. Rhea se convierte en su forma de dragón para proteger a Byleth y a los demás, pero está gravemente herida. Rhea admite a Byleth que implantó una Piedra de la Cresta en el corazón de Byleth, tanto para salvarles la vida como con la esperanza de revivir a Sothis. Sin embargo, en su estado debilitado, Rhea pierde el control de sus poderes y se vuelve loca, obligando a Byleth a matarla. Como consecuencia, el Imperio, el Reino y la Alianza se disuelven y Fódlan se unifica bajo la Iglesia con Byleth como su nuevo gobernante.
Lobos de Ceniza (Historia DLC)
En esta historia DLC. Byleth encuentra un pasillo escondido en el Monasterio. El investiga el lugar junto a Edelgard, Dimitri, Claude, Linhardt, Ashe, y Hilda. Ahí se encuentran con la 4 casa perdida del Monasterio, los lobos Ceniza, y sus cuatro miembros. Yuri, Balthus, Constance, y Hapi. Ellos viven en un lugar llamado el Abismo, donde vienen las personas que no encajan en Fodlan. Byleth y sus estudiantes ayudan a los Lobos a echar a ladrones del lugar, y recostar a su amigo, Alfriec. Alfriec revela que el tiene una conexión pasada con la madre de Byleth, Sitri. Alfriec es secretamente el responsable de los ataques, y el captura a los Lobos, queriendo usar sus crestas para poder lograr su objetivo. Byleth y los demás salvan a los Lobos, pero Alfriec escapa. Rhea les dice que Alfriec tenía sentimientos por Sitri y busca revivirla, lo cual tendría consecuencias desastrosas. Byleth, sus estudiantes, y los Lobos se enfrentan a Alfriec, y logran derrotarlo. Luego el grupo parte caminos con los Lobos, pero estos le dicen a Byleth que cuando los necesite, ellos estarán allá. 
Yuri, Balthus, Constance, y Hapi aparecerán en la historia principal. Dependiendo del progreso de la historia DLC, Byleth podrá reclutarlos a la casa que este liderando.

### Personajes
Personajes principales
- Byleth Eisner (ベレト アイスナー?): El protagonista de la historia. Su género depende de la elección del jugador.  Originalmente trabajaba como mercenario, pero sus talentos llamaron la atención y se convirtió en un profesor de la academia. Tras la muerte de su madre, vive ahora con su padre, quien fue el líder de los Caballeros de Seiros y ahora lidera un grupo de mercenarios. Secretamente tiene la conciencia de la diosa Sothis en su mente. A la mitad del juego, Byleth se fusionara con Sothis, para poder tener su poder. Después del asalto de Garreg March, Byleth desaparecerá por 5 años. Este luego se recortara con el líder de la fracción  que escogió,y le ayudara a ganar la guerra. En Silver Snow y Verdant Wind, Byleth termina volviendo el líder de Fodlan. En Azure Moon, Byleth se vuelve el líder De la Iglesia, después del retiro de Rhea. En Crimson Flower, Byleth termina como la mano derecha de Edelgard, o viviendo una vida tranquila con su pareja elegida. Dependiendo del género, Byleth puede casarse con uno de sus aliados, después del fin de la guerra.

- Jeralt Reus Eisner (ジェラルト ロイス アイスナー?): El padre de Byleth. Un legendario hombre, quien se decía que era el caballero más fuerte de la historia. Fue llamado al monasterio Garreg Mach junto con el protagonista. Lo que marcaría su regreso a los Caballeros. Durante la fase de la academia, Jeralt le contara a Byleth más sobre su pasado e historia. Jeralt terminara asesinado por Kronya, dejándole a Byleth el aniño que le dio a su esposa. Este le dice que le dé el aniño a alguien especial. Byleth podrá elegir a cual de sus aliados darcerlo, antes de la batalla final del juego.

- Sothis (ソティス?) Sothis: Una misteriosa chica que luce joven, pero habla como una adulta. Tiene un carácter algo infantil pero en el fondo es bastante madura. Ella salva al protagonista en una noche fatídica. Normalmente no aparece en persona, pero se comunica telepáticamente. Byleth es el único que nota su presencia. Perdió sus recuerdos. Secretamente es la Diosa de Fodlan.

- Edelgard von Hresvelg (エーデルガルト・フォン・フレスベルグ?): Princesa del imperio de Adrestian. Designada para ser la próxima emperatriz. Una mujer talentosa con una atmósfera noble y fría. Adrestian tiene la historia más grande. La gente de aquí es más habilidosa con la magia que con las armas. En el pasado, Edelgard fue torturada y se le implantó una segunda cresta forzablemente, la cual es la misma cresta de Byleth. A mitad del juego, Edelgard es revelada como la Emperador del Fuego, y le declara la guerra a la Iglesia. El rol de Edelgard y su final depende de la elección de jugador. Es una antagonista mayor de Silver Snow y Verdant Wind, la antagonista principal de Azure Moon, y la coprotagonista de Crimson Flower. En las rutas donde es enemiga, Edelgard se vuelve una emperatriz fría sin remordimientos, y será asesinada o por Byleth o Dimitri, en su palacio después de ser derrotada. En Crimson Flower, Edelgard es una persona más cálida y compasiva, gracias a su relación con Byleth. En esta Edelgard logra su cometido de destruir a la Iglesia, y unir a Fodlan. A diferencia de Dimitri y Claude, Edelgard muestra tener sentimientos por Byleth sin importar la ruta. También a diferencia de los otros líderes, Edelgard puede ser romanceada por Byleth, ya sea este hombre o mujer.

- Dimitri Alexandre Blaiddyd (ディミトリ・アレクサンドル・ブレーダッド?): Un joven elocuente con buenos modales y muy caballeroso. Debido a que el sagrado reino de Faerghus es conocido por su caballeros, muchos de sus estudiantes son buenos con las lanzas. Dimitri es conocido por ser el único sobreviviente de un evento llamado "La Tragedia de Duscur" donde él perdió a su padre y a un buen amigo. Durante el juego, Dimitri cada vez se vuelve más violento, siendo cazado por su pasado. El destino de Dimitri depende de la ruta elegida. Es el coprotagonista de Azure Moon, el antagonista secundario de Crimson Flower, y un antagonista menor en Verdant Wind. Si Byleth lidera la casa de Dimitri, este logra poner atrás su pasado, y libera al Reino. Luego de derrotar a Edelgard se vuelve el Rey de Fodlan. En Silver Snow y Verdant Wind, Dimitri es consumido por su venganza, y muere en la batalla de Gronder Field. En Crimson Flower, él intenta oponerse a Edelgard y Byleth, pero es derrotado en la penúltima batalla. Si Dedue se transformó en una bestia, Dimitri será asesinado por Edelgard mientras él la maldice. Si Dedue es derrotado antes de transformase, Dimitri morirá en los brazos de su amigo, en paz de haber podido darle una mejor vida.

- Claude von Riegan (クロード・フォン・リーガン?): Un amistoso joven, cuya sonrisa encaja perfectamente con él. No parece pensar muy bien las cosas, tiene una visión bastante aguda. A diferencia de las otras casas, el Ciervo Dorado tiene más estudiantes plebeyos. La mayoría son expertos con el arco. Claude es secretamente de Amyra, una tierra enemiga de Fodlan.  A diferencia de Edelgard y Dimitri, la personalidad de Claude no cambia mucho si Byleth está a su lado o no. Es el coprotagonista de Verdant Wind, y un antagonista menor en Crimson Flower y Azure Moon. En Verdant Wind, Claude une fuerzas con Byleth, y ambos trabajan juntos para derrotar al Imperio, y luego a Nemesis. Después Claude le entregara su puesto de líder a Byleth, y el regresara a casa en Almyra. En Crimson Flower, Claude intenta detener a Byleth y a Edelgard de derribar a la Alianza. Es derrotado, pero si el jugador elige, el puede sobrevivir a la batalla. En este caso, se irá pacíficamente después de despedirse de Byleth y Edelgard. En Azure Moon, el es derrotado en Gronder Field, pero escapa. Luego le pide ayuda a Dimitri cuando está siendo atacado por el Imperio. Al final, el desbande la Alianza y se la entrega a Dimitri, dejando a Fodlan atrás.

- Rhea (レア?): La líder de la Iglesia de Seros, la cual ella fundó después de derrotar a Nemesis. Actúa como una guía para Byleth en la primera etapa del juego, al mismo tiempo, se da a entender que ella esta más relacionada con el protagonista. Rhea posese la transformación de un dragón, llamada, la Imacula. Si Byleth se opone al Imperio, Rhea pelea junto a él/ella, donde al final es capturada. Ella permanece cautiva hasta la derrota de Edelgard, donde es liberada. Es un personaje principal en Silver Snow, un personaje menor en Azure Moon y Verdant Wind, y la antagonista principal de Crimson Flower. En las rutas Silver Snow y Verdant Wind, ella luego se le una a Byleth (y Claude) en el asalto a los que se esconden en la oscuridad, donde es malherida. En la ruta Silver Snow, es el enemigo final, ya que pierde control de su transformación y debe ser derrotada. Si Byleth se une a Edelgard, Rhea se vuelve la antagonista principal del juego. Ella es consumida por su ira y vengará por Byleth y Edelgard. Después de la derrota de Dimitri, Rhea está tan desesperada, que quema la capital entera del Reino, para poder acabar con el Imperio. Al final es derrotada por Byleth y Edelgard.

Miembros de las Aguilas Negras
- Hubert von Vestra (ヒューベルト フォン べストラ?): El leal vasallo de Edelgard. Un sombrío joven de piel pálida, cabello negro que le cubre un ojo y ojos amarillos. Tendría una altura de 1,88 metros y una edad 20 años al comienzo de la historia. Es hijo del Ministro del Consejo Imperial, heredero de la Casa Vestra de Adestria. Su personalidad es fría y escalofriante, que genera temor entre sus compañeros. Su preferencia como unidad es la magia negra. Hubert no puede ser reclutado, y siempre le es leal a Edelgard.

- Ferdinand von Aegir (フェルディナント フォン エーギル?): Es el heredero de la Casa Aegir de Adestria, hijo del primer ministro. Es de piel blanca y de cabello naranja claro con ojos de la misma tonalidad. Un joven bondadoso y entusiasta que presenta un fuerte orgullo por su posición como noble. Se considera así mismo el rival de Edelgard, y siempre ha intentando realizar hazañas para superarla. Al comienzo de la historia tendría una altura de 1,75 metros y una edad de 17 años. Su preferencia como unidad son las clases con lanzas y que montan caballos. Puede ser reclutado a las otras casas, durante la fase de la academia.

- Linhardt von Herving (リンハルト フォン ヘヴリング?): El heredero de la casa Herving. Le encanta estudiar pero siempre tiene ganas de dormir. Su especialidad es magia blanca. Puede ser reclutado a las otras casas durante la fase de la academia.

- Caspar von Bergliez (カスパル フォン ベルグリーズ?): El segundo hijo de la casa Bergliez. Es inmaduro y conocido por actuar sin pensar. Su especialidad es los guantes. Puede ser reclutado a las otras casas en la fase de la academia.

- Bernadetta von Varley (ベルナデッタ フォン ヴァーリ?): La heredera de la casa Varley. Es muy tímida y se la pasa escondida en su cuarto la mayor parte del tiempo, debido al temor generado por el abuso de su padre. Si Bernadetta esta en la casa de Byleth, ella superara letalmente sus temores, y e vuelve más sociable. Su especialidad son los arcos. Puede ser reclutada a las otras casa durante la fase de la academia.

- Dorothea Arnault (ドロテア アールノルト?): Una cantante del Imperio. Era probre antes de entrar a la opera, y quiere encontrar su amor verdadero, para no volver a estar sola. Su especialidad es la magia negra. Puede ser reclutada a las otras casa durante la fase de la academia.

- Petra Macneary (ペトラ マクネアリー?): La Princesa de las islas Brigid, un estado vasallo del Imperio. Ella fue traída a Adrestia como reten. Es un personaje serio, pero amable. Le cuesta trabajo hablar, debido a que en su isla se habla otro idioma. Dependiendo de si esta aleado con Edelgard o en contra de ella. Petra o perdonara el Imperio y buscara ser aliada con ellos, o buscara venganza por lo que hicieron. Su especialidad son las espadas y el arco. Puede ser reclutada a las otras casa durante la fase de la academia.

Miembros de los Leones Azules
- Dedue Molinaro (ドゥドゥー モリナロ?): El vasal de Dimitri. Viene de la tierra Duscur, un lugar enemigo del Reino, pero Dimitri lo salvo y le otorgó un hogar. Su especialidad es el hacha. Dedue no puede ser reclutado ya que siempre le será leal a Dimitri.

- Felix Hugo Fraldarius (フェリクス ユーゴ フラルダリウス?): El heredero de la casa de Fraldarius, y viejo amigo de Dimitri. Es rudo y violento. Le tiene rabia a Dimitri y a su padre por la muerte de su hermano Glenn. Dependiendo de su alianza en la guerra, o recuperara su amistad de Dimitri, o lo vera como un enemigo. Su especialidad son las espadas. Puede ser reclutado a las otras casas en la fase de la academia.

- Ashe Ubert (アッシュ デュラン?): Un plebeyo que se volvió el hijo adoptivo de un noble del Reino, Lonato. Un joven amistoso de cabello celeste, ojos verdes, y estatura menuda. Sus cualidades nobles son inmensas y posee un gran corazón, puesto que de pequeño vivió en la pobreza. Su preferencia como unidad son las clases que usan arcos. Puede ser reclutado a las otras cosas en la fase de la Academia.

- Sylvain José Gautier (シルヴァン ジョゼ ゴーティエ?): El heredero de la casa de Gautier, después de que su hermano fue desheredado, y antiguo amigo de Dimitri. Es conocido como un mujeriego, que siempre coqueta con todas las mujeres que encuentra. Esto se muestra con el hecho de que, si Byleth es mujer, Sylvain se unirá a su casa sin ninguna condición. Su especialidad son las lanzas y los caballos. Puede ser reclutado a las otras casas en la fase de la academia.

- Mercedes von Martritz (メルセデス フォン マルトリッツ?): La hija adoptiva de un comerciante del Reino. Es la mayor de los estudiantes, y conocida por su actitud maternal hacia todos. Mercedes esta en la busca de su hermano menor, al que perdió hace un tiempo. Si Mercedes se une a Edelgard en la guerra, ella encontrara a su hermano Emile.  Su especialidad es la magia blanca. Puede ser reclutada a las otras casa durante la fase de la academia.

- Annette Fantine Dominic (アネット ファンティーヌ ドミニク?): Sobrina del Baron Dominic: Conocida por su fascinación por estudiar y trabajar, y también su tendencia de ser torpe y caerse. Annette busca re encontrarse con su padre Gilbert, quien la dejó hace un tiempo. Dependiendo de la ruta, la relación de Annette con su padre cambia. En la ruta de los Leones Azules, ambos logran reconciliarse. Si Annette se une a Edelgard, ella le coge rencor y odio a su padre, y abandona su deseo de recontarse con el. Su especialidad es magia negra. Puede ser reclutada a las otras casa durante la fase de la academia.

- Ingrid Brandl Galatea (イングリット ブランドル ガラテア?): Heredera de la casa Galatea y antigua amiga de Dimitri. Ingrid es conocida por su admiración a los caballeros, y su deseo de convertirse en uno. Ella perdió a su prometido Glenn en la Tragedia de Duscur. Su especialidad son las lanzas y los pegados. Puede ser reclutado a las otras casas en la fase de la academia.

Miembros de los Cierbos Dorados
- Hilda Valentine Goneril (ヒルダ ヴァレンティン ゴネリル?): La segunda hija del duque Goneril, y la segunda al mando de Claude. Ella es conocida por ser perezosa y hacer que los otros hagan su trabajo por ella, a pesar de poser una fuerza increíble. Su especialidad son las hachas. Hilda puede ser reclutada a las otras casa, excepto si Byleth esta liderando a las Águilas Negra, y este decide aliarse con Edelgard.

- Lorenz Hellman Gloucester (ローレンツ ヘルマン グロスタール?): El heredero de la casa Gloucester, y el rival de Claude. Es conocido por ser arrogante, y verse superior por ser noble. A pesar de esto, tiene un lado bondadoso que mantiene en secreto. Su especialidad son las lanzas y los caballos. Puede ser reclutado a las otras casas en la fase de la academia.

- Raphael Kirsten (ラファエル キルステン?): El hijo de una familia comerciante. Es una persona muy musculosa y grande, pero un ser muy generoso. Conocido por su amor an entrenar y comer carne. Perdió a sus padres en un accidente, y su objetivo es cuidar a su hermana menor. Su especialidad son los guantes. Puede ser reclutado a las otras casas en la fase de la academia.

- Ignatz Victor (イグナーツ ヴィクター?): El hijo de una familia comerciante rica. Es tímido y duda mucho de sí mismo. Le encanta pintar. Su especialidad son los arcos. Puede ser reclutado a las otras casas en la fase de la academia.

- Lysithea von Ordelia (リシテア フォン コーデリア?): La heredera de la casa Ordelia. Es la más joven de los estudiantes. Es conocida por su amor al estudio y a los dulces. Lysithea tiene un pasado oscuro, ya que fue torturada, y gracias a esto esta condenada a una vida corta. Dependiendo del final de ella en el juego, ella puede recuperarse de su condición y recuperar su vida. Su especialidad es la magia oscura. Puede ser reclutada a las otras casas en la fase de la academia. Si Byleth esta aliado con Edelgard, Lysithea también puede ser reclutada durante la guerra, debido a la relación que ella tiene con Edelgard. Esto la hace la única personaje que es posible reclutar durante la guerra.

- Marianne von Edmund (マリアンヌ フォン エドマンド?): La hija adoptiva de Margrave Edmund. Es muy callada, y no habla con casi nadie. Se le suele ver pasando más tiempo con los animales que con las personas. Esto es debido a la desaparición de sus padres, la cual ella cree que es su culpa, y cree que todo el que se le acerca esta condenado. Si ella se une a Byleth, ella deja este pensamiento y encuentra clausura. Su especialidad es la magia blanca. Puede ser reclutada a las otras casas en la fase de la academia.

- Leonie Pinelli (レオニー ピネッリ?): La hija de un cazador. Ella fue la aprendiz de Jeralt, y es conocida por su admiración hacia el, y de querer seguir sus pasos como una mercenaria. Su especialidad son las lanzas y los caballos. Puede ser reclutada a las otras casas en la fase de la academia.

Miembros De la Iglesia de Serios
- Seteth (キッホル?): El segundo al mano de Rhea, y el hermano mayor de Flayn. Es muy estricito y muy sobreprotector de su hermana menor. Seteth se unira automáticamente a Byleth al comienzo de la segunda fase, si este eligio Leones Azules, Cierbos Dorados, o si eligio a Rhea sobre Edelgard en Águilas Negras. Si Byleth se une a Edelgard, Seteth se convertira en enemigo.

- Flayn (セスリーン?): La hermana pequeña de Seteth. Es muy curiosa, y a pesar de ser inteligente, no conoce como funciona el mundo. Flayn se unirá a Byleth automáticamente después de que él la rescate. Sin embargo, si Byleth se une a Edelgard, Flayn lo dejara, y ella se vovlera una enemiga.

- Hanneman von Essar (ハンネマン フォン エッサー?): Uno de los dos Profesores de la Academia, y un antiguo noble Imperial. Se le conoce por su fasinacion por las crestas. Hanneman puede ser reclutado a cualquiera de las tres casas. Si este se une a Edelgard, dejará la Iglesia y se convertiría en un general Imperial.

- Manuela Casagranda (マヌエラ カザグランダ?): La segunda de los profesores de la Academia, y una antigua cantante de opera. Se le conoce por su fracaso en u vida amorosa. Manuela puede ser reclutada para cualquiera de las casas. Si ella se une a Edelgard, dejará la Iglesia y se convertiría en una general Imperial.

- Alois Rangeld (アロイス ランゲルト?): Un caballero de Serios, y viejo amigo de Jeralt. Se conoce por sus mal chistes, y su admiración por Jeralt. Alois puede ser reclutado a cualquier de lass casas. Si el se une a Edelgard, dejara los caballeros de Seros, y se volvería el caballero de Byleth.

- Catherine Rubens Charon (カトリーヌ ルーベンス カロン?): Una caballera de Serios, conocida por su fuerza inmensa y su inmensa lealtad a Rhea. Catherine puede ser reclutada a Leones Azules, y Cierbos Dorados. Ella no puede ser reclutada a Águilas Negras, y solo se unira si Byleth elige apoyar a Rhea.

- Shamir Nevrand (シャミア ネーヴラント?): Una caballera de Serios, que en realidad es una mercenaria, pagando su deuda a Rhea. Shamir puede ser reclutada a todas las casa. Si Shamir se une a Edelgard, esta abandona los Caballeros de Serios, y se vuelve une Mercenaria Imperial.

- Cyril (ツィリル?): El joven asistente de Rhea, que le tiene una inmensa admiración. Cyril puede ser reclutado a Leones Azules y Cierbos Dorados. El no puede ser reclutado a Águilas Negras, y solo se unira si Byleth elige apoyar a Rhea.

- Gilbert Pronislav (ギルベルト プロスニラフ?): Un caballero de Serios, que antes pertenecía al Reino, y el padre de Annette. A pesar de ser un caballero de Serios, el es realmente leal a Dimitri y el Reino. Su relación con Annette depende de la historia elegida. En la historia de Leones Azules, los dos se reconcilian. En la historia de Águilas Negras, si Annette se une a Edelgard, su relación de daña sin remedio, y se vuelven enemigos. Gilbert solo se une a Byleth si este escoge a los Leones Azules.

- Jeritza von Hrym (イエリッツァ フォン フリュム?): Un Profesor de combate de la Academia, y el hermano perdido de Mercedes. Jeritza es secretamente un ser llamado "El Caballero de la Muerte." Este se opondrá a Byleth en la mayoría del juego, siendo un antagonista recurrente. Sin embargo, si Byleth elige las Águilas Negras, y se alia con Edelgard, Jeritza entonces se volverá su aliado y se le unira. Si Mercedes es reclutada a las Águilas Negras, él podrá recontarse con su hermana.

Antagonistas
- Thales (タレス?): El líder de los Agarthans, y el antagonista principal del juego. El trabaja en las sombras para derribar a Fodlan, como acto de venganza por el pasado. Se disfraza como el tío de Edelgard, Lord Arundel. El es el responsable por muchos de los eventos del juego. Fue quien torturo a Edelgard y Lysithea de niñas, y el que lidero la Tragedia de Duscur, que mato al padre de Dimitri. En Azure Moon, es derrotado en su disfraz de Arundel. En Crimson Flower, el es aliado por parte de la historia, pero alfinal es derrotado por Edelgard, después de la muerte de Rhea. En Silver Snow y Verdant Wind, Thales aparece después de la muerte de Edelgard, gracias a que Hubert, en una carta póstumamente, le dice a Byleth donde encontrarlo. En ambos escenarios es derrotado, sin embargo, en Verdant Wind, logra su cometido final, el cual es resucitar a Nemesis.

- Solon (ソロン?): Un científico malvado, disfrazado como un cura llamado Tomas. El es el que encabeza muchos de los acontecimientos en la fase de la academia. Es asesinado por Byleth, cuando se fusiona con Sothis.

- Kronya (クロニエ?): Una asesina de Thales, disfrazada como una estudiante llamada Mónica. Byleth "rescataría" a Kronya junto a Flayn, y esta viviría en la academia por un rato. Luego sería la responsable por la muerte de Jeralt. Sin embargo, Kronya es traicionada por Solon para poder realizar un hechizo, y esta es asesinada por su ex aliado.

- Cornelia Arnim (コルネリア アルニム?): Una confidante de Thales, y antagonista en Azure Moon y Crimson Flower. En Azure Moon, ella derroca a Dimitri y se vuelve la líder del Reino, liderándolo como una dictadora. Dimitri luego regresa y la asesina, después de que esta revela que estuvo involucrada en la muerte de su padre. En Crimson Flower, ella finge seguir siendo parte del Reino, mientras intenta acabar con Edelgard. Edelgard decide acabar con ella, ya que sabe que Thales la usara en su contra, después de la derrota de Rhea.

- Nemesis (ネメシス?): Un Rey antiguo que se opuso a Seros, y fue derrotado en eventos antes del juego. Es el dueño original de la espada de Byleth. Es el antagonista principal de la ruta, Verdant Wind. Donde es revivido por Thales, y este lidera su armada hacia el Monasterio. Sin embargo, Nemesis es otra vez derrotado por Byleth y Claude.

Lobos Ceniza
- Yuri Leclerc (ユーリス ルクレール?): Un huérfano del Reino que fue adoptado por la Casa Rowe. Huyó y se convirtió en mercenario. Trabajó un rato con la familia de Bernadetta, la cual se volvió su mejor amiga. Yuri es el líder del Abismo y de los Lobos Ceniza. Yuri puede ser reclutado si el jugador a logrado vencer el capítulo 6 de la historia DLC.

- Balthus von Albrecht (バルタザール フォン アダルブレヒ?): Un ex noble de la Alianza, que escapo de hogar. Es notorio por tener cuentas pendientes, y ser cazado por busca recompensas, los cuales le forzaron a ir al Abismo. Es un viejo amigo de Hilda, y tiene relación con los padres de Lysithea. Balthus puede ser reclutado si el jugador ha superado el capítulo 4 de la historia DLC.

- Constance von Nuvelle (コンスタンツェ・フォン・ヌーヴェル?): Una ex noble del Imperio. Su casa fue derrumbada después de que los nobles derrocaran al Emperador, y de su fracaso en la guerra con Brigid. Constance fue obligada a huir al Abismo. La tristeza de ver a su casa caer, causó que Constance tuviera una doble personalidad, dependiendo si esta en contacto con el sol. Constance es vieja amiga de Ferdinand y Mercedes. Constance puede ser reclutada si el jugador a superado el capítulo 3 de la historia DLC.

- Hapi (ハピ?): Una joven de una aldea perdida en el Reino. Hapi dejó su aldea para explorar el mundo, pero fue capturada por Cornelia, donde esta la uso para sus experimentos con crestas, al igual que Thales hizo con Edelgard y Lysithea. Los experimentos le dieron da la habilidad de convocar monstrous cada vez que ella suspira. Los caballeros de Serios la salvaron, pero ellos la encerraron en el Abismo, provocando que ella odie a la Iglesia. Hapi puede ser reclutada si el jugador supera el capítulo 5 de la historia DLC.

## Reparto
| Personaje       | Seiyū Original (Japón) | Actor de voz (EE. UU.) |
| --------------- | ---------------------- | ---------------------- |
| Byleth (mujer)  | Shizuka Itō            | Jeannie Tirado         |
| Byleth (hombre) | Yūsuke Kobayashi       | Zach Aguilar           |
| Jeralt          | Akio Otsuka            | David Lodge            |
| Sothis          | Tomoyo Kurosawa        | Cassandra Lee Morris   |
| Edelgard        | Ai Kakuma              | Tara Platt             |
| Dimitri         | Kaito Ishikawa         | Chris Hackney          |
| Claude          | Toshiyuki Toyonaga     | Joe Zieja              |
| Rhea            | Kikuko Inoue           | Cherami Leigh          |
| Hubert          | Katsuyuki Konishi      | Robbie Daymond         |
| Dedue           | Hidenori Takahashi     | Ben Lepley             |
| Lorenz          | Hiroshi Watanabe       | Benjamin Diskin        |
| Manuela         | Sachiko Kojima         | Veronica Taylor        |
| Dorothea        | Juri Nagatsuma         | Allegra Clark          |
| Felix           | Yūichi Hose            | Lucien Dodge           |
| Hilda           | Yūki Kuwahara          | Salli Saffioti         |
| Hanneman        | Kenji Hamada           | Dan Woren              |
| Ferdinand       | Taitō Ban              | Billy Kametz           |
| Mercedes        | Yumiri Hanamori        | Dorothy Fahn           |
| Raphael         | Takaki Otomari         | Zachary T. Rice        |
| Bernadetta      | Ayumi Tsuji            | Erica Mendez           |
| Ashe            | Yūki Inoue             | Shannon McKain         |
| Lysithea        | Aoi Yūki               | Janice Kawaye          |
| Caspar          | Satoru Murakami        | Benjamin Diskin        |
| Annette         | Takako Tanaka          | Abby Trott             |
| Ignatz          | Shōgo Yano             | Christian La Monte     |
| Petra           | Shizuka Ishigami       | Faye Mata              |
| Sylvain         | Makoto Furukawa        | Joe Brogie             |
| Marianne        | Sawako Hata            | Xanthe Huynh           |
| Catherine       | Chie Matsura           | Laura Post             |
| Linhardt        | Shun Horie             | Chris Patton           |
| Ingrid          | Manaka Iwami           | Brittany Cox           |
| Leonie          | Sakura Nogawa          | Ratana                 |
| Alois           | Manabu Sakamachi       | Dave B. Mitchell       |
| Seteth          | Takehito Koyasu        | Mark Whitten           |
| Flayn           | Yūko Ōno               | Deva Marie Gregory     |
| Jeritza         | Atsuhi Imaruoka        | Patrick Seitz          |
| Tomas           | Fukumatsu Shinya       | Joe Ochman             |
| Gilbert         | Kogami Hiromichi       | Doug Stone             |
| Shamir          | Yurina Wataname        | Allegra Clark          |
| Cyril           | Kengo Kawanishi        | Griffin Burns          |
| Kronya          | Marika Kono            | Colleen O'Shaughnessey |
| Anna            | Saori Seto             | Karen Strassman        |

## Desarrollo
Debido al inesperado éxito de Fire Emblem: Awakening para la Nintendo 3DS (quien también ayudó a que la serie no fuera cancelada), la serie de Fire Emblem logró gran valor comercial renovado y solicitó al desarrollador Intelligent Systems y a la editora de Nintendo traer la serie de regreso a la consola de mesa nuevamente desde Fire Emblem: Radiant Dawn lanzado en el 2007. El equipo quería que el juego fuera el mejor y más grande de la serie, y debido a que eran para consolas domésticas, sentían escasa la facilidad de trabajar en ello solos. Con esto en mente, el equipo trajo a Koei Tecmo quien previamente había colaborado también con Intelligent Systems en el spin-off titulado Fire Emblem Warriors. La mayor meta para los desarrolladores fue llevar la serie a una consola de alta definición, la primera de la serie. Koei Tecmo Games estaba profundamente preocupado por este aspecto del desarrollo.
De acuerdo a una entrevista con el director de Intelligent Systems Toshiyuki Kusakihara y el director de Nintendo EPD Genki Yokota; el lanzamiento de Three Houses hubiera sido difícil o imposible si no fuese por la ayuda de Koei Tecmo. Los directores particularmente elogiaron la experiencia de Koei Temo durante el desarrollo de gran escala para su franquicia de Dynasty Warriors. Esta experiencia permitió que varios personajes se mostraran en la pantalla durante batallas por primera vez en la serie. Si bien Koei Tecmo ayudó con gran parte del aspecto técnico y de programación, sin embargo, Intelligent Systems aún tomó la iniciativa en diseño y otros aspectos centrales en su desarrollo. El nuevo entorno escolar permitió al equipo ampliar considerablemente la mecánica de los juegos de rol de la serie y más allá de las típicas batallas tácticas que habían dominado la serie hasta ese momento. Debido a su estatus como la primera entrada de consolas de mesa en doce años, el equipo estaba bajo presión para crear algo nuevo y emocionante. Esto llevó a la creación de batallones en batalla y los segmentos de aprendizaje.
Mientras que el personal de Intelligent Systems manejaba el diseño de armas y del mundo, el equipo trajo ilustradores independientes para otras partes. El diseño de los personajes fue manejado por Chinatsu Kurahara, quien es conocida por colaborar en Uta no Prince-sama y Tokyo Twilight Ghost Hunters. Kazuma Koda quien trabajó en Bayonetta 2 y NieR: Automata ambos como artista; ayudó con las ilustraciones. Dos partes clave del juego, las secciones de la escuela y un salto de tiempo al final de la historia, se inspiraron directamente en la entrada de Fire Emblem: Genealogía de la Guerra Santa lanzado en 1996. La narrativa de personajes en Three Houses que eran amigos en su juventud y que luego entraron en conflicto durante sus años más antiguos, se levantó casi directamente de Genealogía de la Guerra Santa. Kusakihara también admitió cierta influencia potencial vista en la novela china Romance de los Tres Reinos y de la adaptación de Koei Tecmo la franquicia Dynasty Warriors. Mientras que las funciones en línea, como se ve en la función "My Castle" de Fire Emblem Fates también fueron considerados. El Monasterio era tan extenso y su historia lo suficientemente profunda como para que tales opciones de personalización y de intercambio no fueran prácticas de implementar, por lo que se dejó por fuera.

## Lanzamiento
Nintendo anunció por primera vez que un nuevo videojuego de Fire Emblem estaba en desarrollo durante un avance de Nintendo Direct trasmitido en enero de 2017. Durante ese momento se dio una fecha prevista de lanzamiento para el 2018, sin embargo, no revelaron su nombre oficial. No se publicó más información, hasta el E3 2018 en junio de 2018, cuando en la  conferencia de Nintendo publicaron un tráiler del juego, y revelaron que la fecha de salida se aplazaba para primavera del 2019 bajo el nombre de Three Houses. En febrero de 2019, el juego fue incluido en un Nintendo Direct, mostrando nuevos detalles del juego y de la historia, y anunciando un nuevo retraso y su nueva fecha de lanzamiento, el 26 de julio de 2019. En ese mismo Nintendo Direct se anunció que el juego ha sido codesarrollado por Koei Tecmo.
En julio, Nintendo reveló que el juego recibiría un pase de expansión que contendría contenido descargable para el juego que sería lanzado desde el lanzamiento del juego hasta abril de 2020. La primera ola de DLC agregó un nuevo "Maddening" modo de dificultad, hecho para abordar las preocupaciones sobre el bajo nivel del juego de desafío en el modo "Duro", así como varias opciones cosméticas. También incluyó un nuevo actor de voz para Byleth, reemplazando a Chris Niosi con Zach Aguilar después de las admisiones de Niosi de abuso emocional y físico hacia sus colegas. Las admisiones incluyeron la violación de un acuerdo de confidencialidad con Nintendo sobre su papel como Byleth. Olas posteriores de DLC añadieron personajes jugables adicionales, acciones adicionales dentro del monasterio y la historia de los Lobos Cenizas.

## Recepción
Three Houses ha recibido críticas generalmente positivas con un puntaje de 89/100 en Metacritic basándose en 96 críticas.
Fue elogiado por los cuatro revisores de la revista japonesa de juegos Famitsu, uno le dio una puntuación perfecta de 10 y los otros de 9 casi perfecto. Martin Robinson de Eurogamer señaló que "realmente es un juego de dos mitades, pero se unen para formar todo en uno increíble". Kimberley Wallace, escritora de Game Informer, elogió la ambición y la disposición del juego a arriesgarse con la fórmula de la serie, y se sorprendió de lo dispuesta que estaba de comenzar un nuevo juego después de terminar la campaña. Aron Garst de GamesRadar dio a Three Houses una perfecta puntuación, alabando cómo el juego lo mantuvo invertido en sus personajes, y su principal crítica de la jugabilidad fue su baja dificultad.
Kallie Plagge de GameSpot no le gustó la necesidad de múltiples partidas en el juego para ver toda la narrativa, pero por lo demás estaba entusiasmada con su historia y la jugabilidad del juego; ella lo llamó "el tipo de juego que es difícil de dejar, incluso cuando termina". Brendan Graeber de IGN sentía que su profundidad de personajes y opciones tácticas más que justificaban múltiples jugadas, particularmente elogiando su narrativa como superior a la de Fire Emblem: Fates. Daan Koopman de Nintendo World Report dijo que, a pesar de encontrar los finales de algunos actos decepcionantes, la narrativa y el juego en general lo mantuvieron interesado.
El escenario fue recibido con elogios, siendo citado como una narrativa madura y ambiciosa con fuertes interacciones de los personajes, y muchos elogian las difíciles elecciones narrativas presentadas al elegir un bando en la primera mitad de la campaña. Los dos estilos de juego interactivos también fueron recibidos positivamente, y muchos destacaron los elementos sociales como una adición táctica bienvenida. Los gráficos del juego vieron una respuesta mixta, con varios sitios web que los calificaron de baja calidad a pesar del fuerte diseño artístico. La música y la actuación de voz se encontraron con una fuerte respuesta positiva en ambas versiones.
A finales de agosto de 2019, después del lanzamiento de Astral Chain, un título también publicado por Nintendo se convirtió en un objetivo de bombardeo de revisión por parte de los usuarios de Metacritic, principalmente por ser un juego exclusivo de Nintendo Switch, ambos fueron bombardeado aproximadamente al mismo tiempo por razones similares, con los usuarios contrarrestando las puntuaciones negativas en ambos juegos con puntuaciones 10/10. Las bombas de revisión tanto en Three Houses como Astral Chain fueron eliminadas más tarde por parte de Metacritic.

### Ventas
Fire Emblem: Three Houses fue el juego más vendido durante su primera semana en ventas minoristas en Japón, con 143,130 copias vendidas. El juego también fue el más vendido en el Reino Unido durante esa misma semana, vendiendo el doble que su segundo competidor, Wolfenstein: Youngblood. En agosto de 2019, el grupo NDP compartió el ranking de los juegos más vendidos del mes en los Estados Unidos para el mes de julio y Fire Emblem: Three Houses ocupó el segundo lugar, contando solo las ventas físicas.

### Premios
| Año  | Premio                      | Categoría                        | Resultado | Referencia    |
| ---- | --------------------------- | -------------------------------- | --------- | ------------- |
| 2019 | Game Critics Awards         | Mejor juego de estrategia        | Nominado  | [ 33 ]        |
| 2019 | Golden Joystick Awards 2019 | Mejor Narrativa                  | Nominado  | [ 34 ] [ 35 ] |
| 2019 | Golden Joystick Awards 2019 | Videojuego del año               | Nominado  | [ 34 ] [ 35 ] |
| 2019 | Titanium Awards             | Mejor RPG                        | Nominado  | [ 36 ]        |
| 2019 | The Game Awards 2019        | Mejor juego de estrategia        | Ganador   | [ 37 ] [ 38 ] |
| 2019 | The Game Awards 2019        | Premio de voz del jugador        | Ganador   | [ 37 ] [ 38 ] |
| 2020 | 23rd Annual D.I.C.E. Awards | Videojuego de estrategia del año | Ganador   | [ 39 ] [ 40 ] |

## Legado
El 16 de enero del 2020 tras el reconocimiento de la entrega, el protagonista de este bajo el nombre "Byleth" es agregado como un personaje descargable en el videojuego de crossover de lucha Super Smash Bros. Ultimate. Tanto las variantes como masculinas y femeninas pueden ser seleccionables y vendrán junto un escenario basado en el Monasterio de Garreg Mach.
Un spin off, titulado "Fire Emblem Warriors: Three Hopes" saldría a la venta el 22 de junio de 2022. Contando tres historias distintas, y esta vez, Byleth sería un antagonista. El rol de protagonista le iría a un nuevo personaje llamado Shez. 
Byleth, Edelgard, Dimitri, y Claude luego aparecerían en Fire Emblem: Engage. Como Emblems aliados que ayudan al protagonista, Alear.